# Robert Brown (actor británico)
Robert James Brown (23 de julio de 1921 - 11 de noviembre de 2003) fue un actor inglés conocido por su papel de M en las películas de James Bond, que reemplazó a Bernard Lee su predecesor, que murió en 1981. 
Brown nació y murió en Swanage, Dorset, Inglaterra. Antes de aparecer en las películas de James Bond, tenía una larga carrera como actor secundario en cine y televisión. Dos de sus partes más notables eran como el cuidador de la galera en Ben-Hur (1959) y como el obrero de fábrica Bert Harker en la comedia The Newcomers de la BBC de los años 60. 
Técnicamente Brown empezó en la franquicia de James Bond en la película The Spy Who Loved Me como Almirante Hargreaves primero. Los productores, en lugar de contratar un sustituto, decidieron eliminar el papel de M en For Your Eyes Only, en respeto al actor Bernard Lee. Después de la muerte súbita de este en 1981, se traspasaron sus diálogos como M, jefe de MI6 junto a Bill Tanner. En 1983, se lanzó a Brown para personificar a M. Nunca quedó explícito si el M de Robert Brown era el mismo que el de Bernard Lee o si en realidad es el Almirante Hargreaves promovido. Según varios críticos Brown era un M mucho más frío y estricto que Bernard Lee. Fue reemplazado después por Judi Dench en el filme GoldenEye (1995). 

## James Bond
En total Robert Brown marcó con éxito cinco películas de James Bond. 
- La espía que me amó (1977) - Almirante Hargreaves
- Octopussy (1983) - M
- Panorama para matar / En la mira de los asesinos (1985) - M
- Alta tensión / Su nombre es peligro (1987) - M
- Licencia para matar (1989) - M

## Otras películas reconocidas
- El tercer hombre (1949) (coincidencialmente Bernard Lee también aparecía en esta película)
- Ivanhoe (1958): película para televisión
- Ben-Hur (1959)
- One Million Years B.C. (1966)